# Emil Hartmann (Politiker, 1868)
Ernst Emil Hartmann (* 19. April 1868 in Bremsnitz; † 22. März 1942 in Jena) war ein deutscher Konsumgenossenschafter und Politiker (SPD).

## Ausbildung
Emil Hartmann wurde als Sohn eines Maurers geboren. Er besuchte die Volksschulen in Neustadt an der Orla, Bremsnitz und Rutha. Von 1892 bis 1895 erlernte er den Beruf des Tischlers und besuchte gleichzeitig eine Fortbildungsschule. Bis 1898 arbeitete er in seinem erlernten Beruf.

## Konsumgenossenschafter
Von 1898 bis 1907 war er als Lagerhalter tätig. Von 1907 bis 1921 war er Geschäftsführer des Konsumvereins in Rudolstadt bzw. später in Schwarza im Fürstentum Schwarzburg-Rudolstadt. Danach war er zwischen Juli 1924 und 1933 Reisevertreter der Großeinkaufs-Gesellschaft Deutscher Consumvereine (GEG) in Thüringen. Von 1921 bis 1933 war er Mitglied des Generalrats des Zentralverbands deutscher Konsumvereine.

## Partei
Hartmann war Mitglied der SPD.

## Abgeordneter
Hartmann vertrat die SPD von 1902 bis 1905 und von 1908 bis 1918 im Landtag Schwarzburg-Rudolstadt, von 1919 bis 1920 im Landtag des Freistaats Schwarzburg-Rudolstadt und von 1920 bis 1933 im Thüringer Landtag.

## Öffentliche Ämter
Infolge der Novemberrevolution von 1918 gehörte Hartmann bis März 1919 dem Rat der Volksbeauftragten des Freistaats Schwarzburg-Rudolstadt an. Von März 1919 bis Mai 1920 war er als Vorsitzender des Staatsministeriums der Regierungschef von Schwarzburg-Rudolstadt.
Im Land Thüringen gehörte Hartmann der vom Leitenden Staatsminister Arnold Paulssen am 10. November 1920 gebildeten Landesregierung als Staatsrat für Rudolstadt an. Vom 6. Oktober 1921 bis zum 7. Dezember 1923, geschäftsführend bis zum 21. Februar 1924, hatte er die Leitung des Finanzministeriums inne.

## Ehrungen
In Rudolstadt wurde die Emil-Hartmann-Straße nach ihm benannt.